# José Luis Osorio
José Luis Osorio Aguilar (ur. 4 listopada 1980 w mieście Meksyk) – meksykański piłkarz występujący na pozycji napastnika.

## Kariera klubowa
Osorio pochodzi ze stołecznego miasta Meksyk i jest wychowankiem tamtejszego zespołu Pumas UNAM. W meksykańskiej Primera División zadebiutował 14 listopada 1999 w przegranym 0:1 meczu z Atlasem. Ogółem podczas roku spędzonego w pierwszej drużynie Pumas rozegrał trzy spotkania ligowe, wszystkie w roli rezerwowego. W 2002 roku reprezentował barwy drugoligowego Albinegros de Orizaba, pełniącego wówczas funkcję ekipy partnerskiej Pumas.
W 2006 roku Osorio wyjechał do Salwadoru, gdzie podpisał umowę ze stołecznym zespołem Alianza FC, jednak już po kilku miesiącach odszedł do znacznie mniej utytułowanego Nejapa FC. W jesiennym sezonie Apertura 2008, jako podstawowy zawodnik ekipy CD Chalatenango, wywalczył pierwszy sukces w historii klubu – wicemistrzostwo Salwadoru. Latem 2009 został zawodnikiem Atlético Marte, którego graczem pozostawał przez rok.

## Kariera reprezentacyjna
W 1997 roku Osorio znalazł się w składzie reprezentacji Meksyku U–17 na Młodzieżowe Mistrzostwa Świata w Egipcie. Był wówczas rezerwowym graczem kadry, rozgrywając dwa mecze, w których pojawiał się na boiskach z ławki, za to Meksykanie nie zdołali wyjść z grupy i po trzech spotkaniach zakończyli swój udział w turnieju.